# Georgy Girl
Pour les articles homonymes, voir Georgy Girl (homonymie).
Georgy Girl est une comédie dramatique britannique réalisé par Silvio Narizzano, sorti en 1966.

## Synopsis
Georgy, une jeune londonienne un peu bohème, partage un appartement avec Meredith, une jolie fille qui aime s'amuser.  Georgy attire l'attention de James, un homme d'âge mûr et assez riche chez qui les parents de Georgy sont employés.   
Meredith, de son côté, fréquente Jos, un jeune homme qui ne laisse pas Georgy indifférent.  Jos et Meredith finissent par se marier après que Meredith soit tombée enceinte.  Mais Jos se rend vite compte que Meredith n'est pas vraiment prête pour la maternité.  

## Fiche technique
- Titre : Georgy Girl
- Réalisation : Silvio Narizzano
- Scénario : Peter Nichols et Margaret Forster d'après son roman
- Production : Robert A. Goldston et Otto Plaschkes
- Musique : Alexander Faris
- Photographie : Kenneth Higgins
- Montage : John Bloom
- Pays d'origine : Royaume-Uni
- Format : Noir et blanc - 1,37:1 - Mono
- Genre : Comédie dramatique
- Date de sortie : 1966

## Distribution
- Lynn Redgrave : Georgy
- Charlotte Rampling (VF : Katy Vail) : Meredith
- James Mason (VF : Roger Tréville) : James Leamington
- Alan Bates (VF : Claude Nicot) : Jos Jones
- Bill Owen (VF : Jean Berton) : Ted
- Clare Kelly : Doris
- Dorothy Alison : Visiteur médical

## Autour du film
Avec Pitié pour le prof, qui date de 1977, Georgy Girl est le film le plus connu de Silvio Narizzano, un réalisateur né à Montréal qui mènera l'essentiel de sa carrière en Angleterre.
Le film adapte un roman de Margaret Forster publié en 1965 et contribue à faire connaitre les deux actrices principales, Lynn Redgrave et Charlotte Rampling, alors toutes deux en début de carrière.
Succès commercial en Angleterre, le film est aussi présenté en compétition au 16ième Festival de Berlin.  Il y reçoit le prix de l'Office catholique international du cinéma.  Il sera par la suite en nomination pour quatre Oscars, quatre BAFTA (dont celui du meilleur film) et six Golden Globes. Son interprétation du rôle titre permet à Lynn Redgrave d'obtenir le Golden Globe de la meilleure interprète féminine pour une production musicale ou comédie.